# Denys Rebryk
Denys Volodymyrovyč Rebryk (in ucraino Денис Володимирович Ребрик?; in russo Дени́с Влади́мирович Ре́бри?; Užhorod, 4 aprile 1985) è un ex calciatore ucraino, di ruolo attaccante.

## Carriera

### Club
Nel 2009 approda nel campionato ungherese, al Lombard Pápa, squadra neopromossa in massima serie.